# Rattus tanezumi
Espèce
Statut de conservation UICN

 LC  : Préoccupation mineure
Rattus tanezumi, le rat ta-nezumi, aussi connu sous le nom de rat d'Asie, est une espèce de rongeurs de la famille des Muridae. Il est très voisin du rat noir.  Il est répandu dans l'est, le sud et le sud-est de l'Asie et se trouve au Bangladesh, au [Cambodge], en Chine, aux îles Cocos, aux Fidji, en Inde, en Indonésie, au Japon, en Corée du Nord, en Corée du Sud, au Laos, en Malaisie, au Myanmar, au Népal, dans les Philippines, à Taïwan, en Thaïlande et au Vietnam.